# Mahdi Rezai

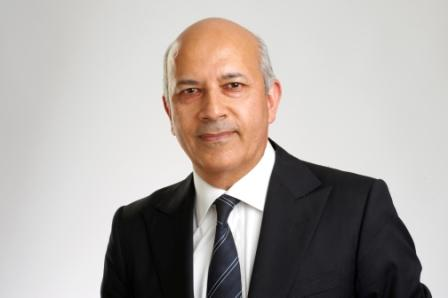
Mahdi Rezai

Mahdi Rezai (* 25. Juli 1953 in Herat, Afghanistan) ist ein afghanisch-deutscher Mediziner, der auf dem Gebiet der Senologie tätig ist. Er gilt als Entwickler zahlreicher neuer Operationsverfahren bei der Behandlung von Brustkrebs.

## Leben
Rezai studierte von 1975 bis 1981 Humanmedizin an der Heinrich-Heine-Universität Düsseldorf und wurde 1982 dort promoviert. Nach seiner Assistenzarztzeit in der Frauenklinik der Landeshauptstadt Düsseldorf-Gerresheim wurde er dort 1987 zum Oberarzt ernannt. Ein Jahr später übernahm er die Chefarztvertretung der Abteilung für Senologie und legte so früh seinen Schwerpunkt auf die Behandlung von Brusterkrankungen. Vor allem die Brusterhaltende Therapie (BET) wurde von ihm seit den 80er Jahren praktiziert und kontinuierlich weiterentwickelt. Von 1997 bis 2019 war Rezai Ärztlicher Direktor des Brustzentrums Düsseldorf Luisenkrankenhaus.

## Tätigkeiten
1998 gründete Rezai die Internationale Senologie Initiative gegen Brustkrebs e. V. (ISI), ein Verein zur Unterstützung von Brustkrebspatienten und deren Angehörigen. 1998 veranstaltete er die 1. Düsseldorfer Brustkrebs-Konferenz, die seither zweijährlich stattfindet und sich mit bis zu 1.400 Fach-Teilnehmern zu einem der bedeutendsten internationalen Symposien von Medizinern bei der Brustkrebs-Bekämpfung entwickelt hat.
Im Jahr 2000 gründete Rezai zudem das Westdeutsche Brust-Centrum (WBC) in Kooperation mit der Universität Düsseldorf. Das WBC sammelt in Zusammenarbeit mit rund 260 Kliniken in Deutschland anonymisierte Qualitätssicherungsdaten der behandelten Fälle und besitzt somit ein stets aktualisiertes Benchmarking über die Behandlung von etwa 60 Prozent aller Brustkrebs-Erkrankungen in Deutschland. Im selben Jahr veranstaltete er den seither jährlich stattfindenden 1. Patientinnen Kongress: „Düsseldorfer Brustkrebs-Informationstag“ für Betroffene und Angehörige mit bis zu 1.000 Teilnehmern.
2003 gründete er die „Rezai Stiftung – Medizinische Hilfe für Herat/Afghanistan“, die sich zum Ziel gesetzt hat, die medizinische Versorgung der Frauen in Afghanistan zu verbessern. 2009 wurde das erste Krankenhaus für Frauenheilkunde und Geburtshilfe in Herat, Rezais Geburtsort, eröffnet. Die Baukosten wurden von der Stiftung getragen. Durch die von der Stiftung im Krankenhaus etablierten hohen medizinischen und hygienischen Standards und bis zu 100 Geburten pro Tag konnte ein wesentlicher Beitrag zur Senkung der Mütter- und Kindersterblichkeit in der Region beigetragen werden. Im Jahr 2013 wurde das Krankenhaus um ein zusätzliches Gebäude erweitert. Weitere Tageskliniken in der Region sind bereits in Planung. Ebenso fördert die Stiftung die Aus- und Fortbildung von medizinischem Personal aus Afghanistan.
Im Jahr 2008 begründete Rezai in Düsseldorf gemeinsam mit dem renommierten italienischen Senologen Umberto Veronesi die European Academy of Senology (EAoS). Sie bietet Chef- und Oberärzten aus vielen europäischen Ländern Weiterbildung in Senologie und onkoplastischer Brustchirurgie.
Rezai ist Schulungsleiter im Rahmen des Brustkrebs-Disease-Managements Programms der Kassenärztlichen Vereinigung Nordrhein für über 1.000 niedergelassene Frauenärzte, die er in dieser Thematik intensiv und regelmäßig schult. Rezai ist ebenfalls Mitglied der Expertenkommission „Mamma“ der AGO-Arbeitsgemeinschaft Gynäkologische Onkologie zur Aktualisierung der Leitlinien.
2015 wurde Rezai mit dem Bundesverdienstkreuz am Bande ausgezeichnet.
Seit 2019 ist Rezai Direktor des Europäischen Brustzentrums Rezai und Leiter des Brustzentrums im Malteser Krankenhaus St. Anna Duisburg.

## Mitgliedschaften
Mahdi Rezai Mitglied in diversen Fachgesellschaften, darunter:
- Deutsche Gesellschaft für Gynäkologie und Geburtshilfe e. V. (seit 1885)
- DAGG Deutsche Akademie für Gynäkologie und Geburtshilfe (gegr. 2007 durch die DGGG)
- Deutsche Gesellschaft für Senologie e.V
- Arbeitsgemeinschaft Gynäkologische Onkologie
- Arbeitsgemeinschaft für ästhetische, plastische, wiederherstellende Operationsverfahren in der Gynäkologie
- Bundesverband Niedergelassener Gynäkologischer Onkologen
- Düsseldorfer Frauenärztinnen und Frauenärzte
- Gesellschaft für Ästhetische Chirurgie Deutschland
- German Breast Group
- Nord-Ostdeutsche Gesellschaft für Gynäkologische Onkologie
- Westdeutsches Brust-Centrum

## Internationale Kooperationen
- IEO European Institute of Oncology
- ESO (European School of Oncology) (Mailand und Bellenz)
- OEGGG (Österreichische Gesellschaft für Gynäkologie und Geburtshilfe)
- EURAMA (European Asian Society of Mastology)
- SENATURK (Senology Academy of Turkei)